# Scrittura carolina

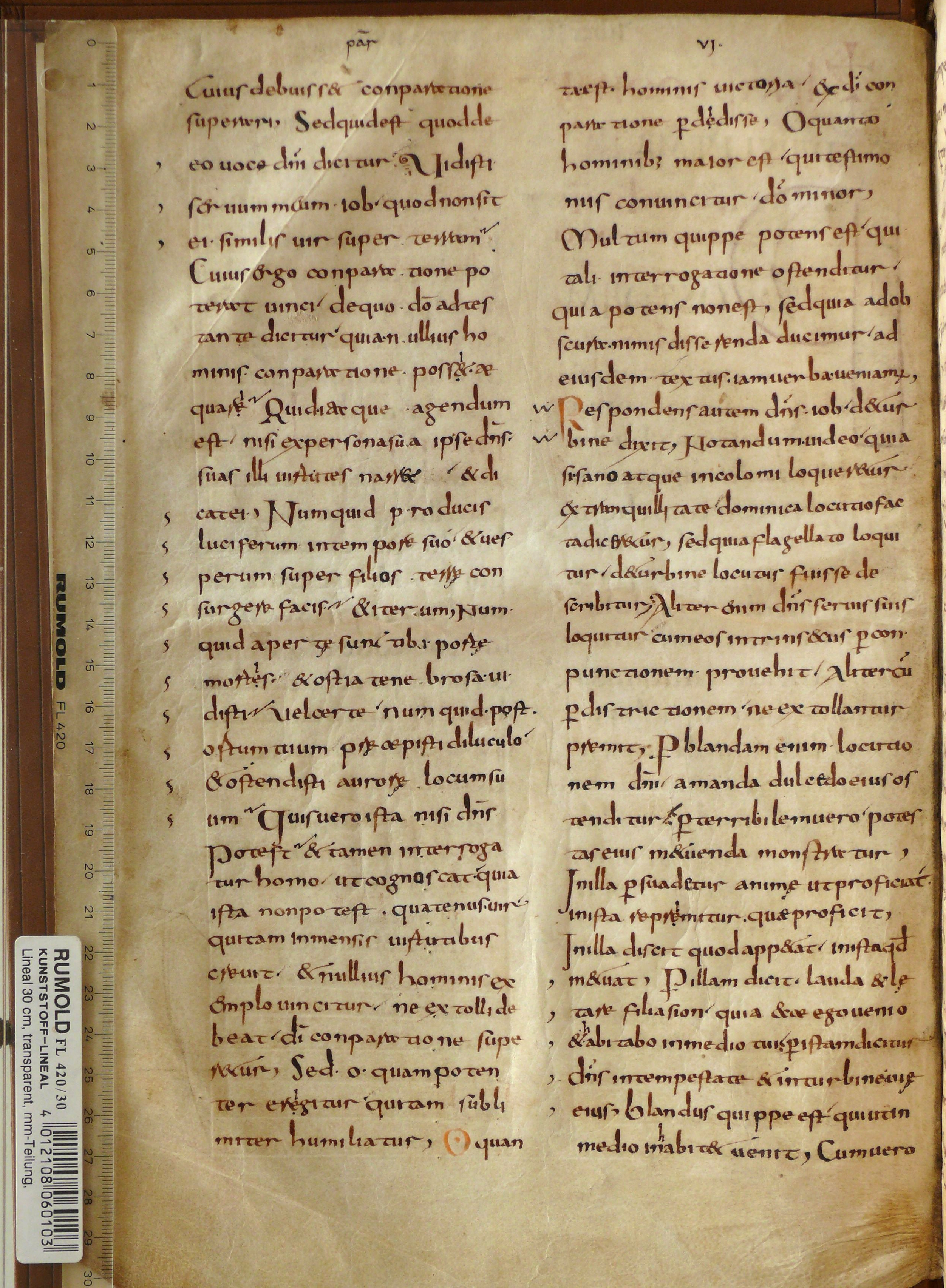
Testimonianza più antica di scrittura minuscola carolina (dal Libro di Giobbe), anno 765 circa, Abbazia regia di Corbie (Francia).

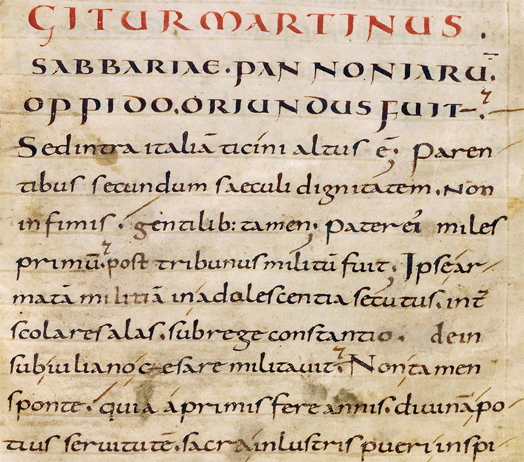
Pagina in minuscola carolina (escluse le prime tre righe, in onciale).

La minuscola carolina  o scrittura di cancelleria è uno stile di scrittura creato durante la rinascita carolingia avvenuta sotto il regno di Carlo Magno nei secoli VIII e IX. Venne a sostituire il particolarismo grafico dei secoli VII e VIII. È una delle formalizzazioni delle scritture semicorsive.

## Descrizione
Fu messa a punto per la prima volta dai monaci benedettini di Corbie (circa 150 km a nord di Parigi), i quali trasformarono la minuscola corsiva, allora usata dai copisti in varie versioni regionali, in una nuova scrittura caratterizzata da una forma regolare delle singole lettere e dall'eliminazione delle legature e delle abbreviazioni, facilitando la lettura. Fu adottata dapprima nei grandi monasteri per la trascrizione delle Sacre Scritture, poi fu insegnata nelle scuole vescovili e monastiche e quindi venne utilizzata dalle pubbliche amministrazioni per la redazione degli atti ufficiali.
La grafica risultava elegante e la forma dei caratteri più accurata. Una delle differenze principali rispetto alla minuscola corsiva furono le lettere "a" e "t": vennero semplificate per poterle distinguere in maniera più semplice. La minuscola carolina riscontrò un rapido successo poiché facilitò la trascrizione di testi classici agli amanuensi, semplificò notevolmente la comunicazione internazionale e diede una nuova spinta alla rinascita e alla diffusione della cultura classica nei secoli altomedievali.
Inoltre, venne utilizzato per la prima volta il vero e proprio punto interrogativo: "?". I copisti, per indicare le domande, all'inizio usavano scrivere alla fine delle frasi la sigla "qo", che stava per quaestio ("domanda" in latino). Per evitare di confondere questa sigla con altre, cominciarono a scrivere l'una sull'altra le due lettere che la componevano, e a stilizzarle, mutando la q in un ricciolo e la o in un punto, dando così vita al punto interrogativo.
Nel corso del Basso Medioevo fu affiancata da altri due tipi di scrittura, la scrittura notarile e la scrittura corsiva, rimanendo in uso solamente per i libri. La minuscola carolina cadde poi in disuso.
Venne ripresa dai primi umanisti del XIV-XV secolo come Coluccio Salutati e Poggio Bracciolini: essi ritennero che fosse la scrittura degli antichi Romani. Fece così da base della minuscola umanistica rotonda, che a sua volta fu il modello dei primi caratteri da stampa, che si sono poi evoluti fino ai caratteri usati al giorno d'oggi.